# Verbrauchter Kernbrennstoff

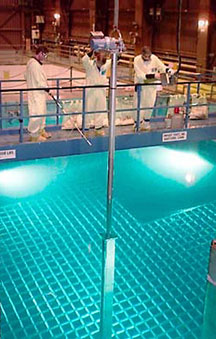
Abklingbecken für abgebrannte Brennelemente in einem Kernkraftwerk – das blaue Licht ist Tscherenkow-Strahlung

Abgebrannter oder verbrauchter Kernbrennstoff  (Spent nuclear fuel, SNF) ist Kernbrennstoff aus einem Kernreaktor (normalerweise einem Kernkraftwerk). Er ist nicht länger nutzbar, um die Kettenreaktion (Neutroneninduzierte Kernspaltung) in einem gewöhnlichen thermischem Reaktor unter akzeptablen Parametern aufrechtzuerhalten. Im Kernbrennstoffkreislauf kann er erheblich unterschiedliche Isotopenbestandteile beinhalten. In aller Regel ist der Hauptbestandteil nach Masse Uran (bzw. Thorium bei Verwendung des Thorium-Brennstoffkreislaufs), die potentiell gefährlichen Auswirkungen sind jedoch auf die anderen Bestandteile – Spaltprodukte, Plutonium, minore Actinoide – zurückzuführen. Verbrauchter Kernbrennstoff enthält üblicherweise noch eine erhebliche Menge spaltbares Material, was man sich bei Wiederaufarbeitung zunutze macht.

## Art des abgebrannten Brennstoffs
Wenn nicht anders angegeben beziehen sich die Angaben auf leicht angereicherten Urandioxid-Brennstoff wie er in Leichtwasserreaktor zum Einsatz kommt. Die Zusammensetzung von abgebranntem Brennstoff in Reaktoren, welche mit Natururan, MOX-Brennelementen oder Thoriumhaltigen Brennstoffen betrieben werden, kann erheblich abweichen. Auch ist das chemische Verhalten von Oxid-Brennstoff anders als von Brennstoffen mit anderem Chemismus (metallisch, Carbid, Nitrid, TRISO etc.)

### Nanomaterial-Eigenschaften
Im Oxid-Brennstoff gibt es intensive Temperaturgradienten, die dazu führen, dass Spaltprodukte migrieren. Das Zirkonium neigt dazu, sich in die Mitte des Brennstoffs zu bewegen. Die niedriger siedenden Spaltprodukte hingegen bewegen sich zum Rand des Pellets. Das Pellet enthält wahrscheinlich viele kleine Blase-ähnliche Poren, die sich während der Nutzung bildeten; das Spaltprodukt Xenon wandert in diese Lücken. Ein Teil dieses Xenons zerfällt dann zu Cäsium. Daher enthalten viele dieser Blasen eine große Konzentration von 135Cs.
Bei MOX-Brennelementen, wenn Xenon aus dem Brennstoff austritt, diffundiert es aus den plutoniumreichen Bereichen des Brennstoffs und wird dann im umgebenden Urandioxid eingeschlossen, Neodym neigt dazu, nicht mobil zu sein.
Auch metallische Partikel einer Legierung aus Mo-Tc-Ru-Pd neigen dazu, sich im Brennstoff zu bilden. Andere Feststoffe bilden sich an der Grenze zwischen den Urandioxidkörnern, der Großteil der Spaltprodukte verbleibt jedoch im Urandioxid gelöst als Mischkristall.

### Spaltprodukte
3 % der Masse bestehen aus Spaltprodukten von 235U und 239Pu (auch indirekte Produkte in der Zerfallskette); diese werden beim radioaktiven Müll berücksichtigt oder können für verschiedene industrielle und medizinische Zwecke weiter abgetrennt werden. Die Spaltprodukte enthalten jedes Element von Zink bis zu den Lanthanoiden; ein Großteil der Spaltausbeute konzentriert sich auf zwei Peaks, einen in der zweiten Übergangsreihe (Zirconium, Molybdän, Technetium, Ruthenium, Rhodium, Palladium, Silber) und die andere weiter hinten im Periodensystem (Iod, Xenon, Caesium, Barium, Lanthan, Cer, Neodym). Viele der Spaltprodukte sind entweder nicht radioaktiv oder nur Radionuklide von kurzer Halbwertszeit. Etwa ein Dutzend sind jedoch mittel- bis langlebige Radionuklide wie 90Sr, 137Cs, 99Tc and 129I. Mehrere Länder haben Untersuchungen durchgeführt, um die seltenen Isotope in Spaltabfällen zu trennen, einschließlich der „Spaltplatinoide“ (Ru, Rh, Pd) und Silber (Ag), um die Wiederaufbereitungskosten auszugleichen. Dies wird derzeit nicht kommerziell betrieben.
Die Spaltprodukte können die Thermal-Eigenschaften des Urandioxids verändern; Lanthanoid-Oxide neigen dazu, die Wärmeleitfähigkeit des Kernbrennstoffs zu verringern, während die metallischen Nanopartikel die Wärmeleitfähigkeit des Kernbrennstoffs geringfügig erhöhen. Urandioxid hat eine relativ geringe Wärmeleitfähigkeit, weshalb Reaktoren, welche diesen Brennstoff verwenden, gemeinhin an diese Eigenschaft angepasst sind. Urancarbid und metallisches Uran hingegen leiten Wärme deutlich besser, sodass die etwaige Verringerung der Wärmeleitfähigkeit durch Spaltprodukte hierbei schon beim Design einbezogen werden muss.

#### Tabelle der chemischen Daten
| Element                 | Gas | Metal | Oxid | Feste Lösung |
| ----------------------- | --- | ----- | ---- | ------------ |
| Br Kr                   | Ja  | -     | -    | -            |
| Rb                      | Ja  | -     | Ja   | -            |
| Sr                      | -   | -     | Ja   | Ja           |
| Y                       | -   | -     | -    | Ja           |
| Zr                      | -   | -     | Ja   | Ja           |
| Nb                      | -   | -     | Ja   | -            |
| Mo                      | -   | Ja    | Ja   | -            |
| Tc Ru Rh Pd Ag Cd In Sb | -   | Ja    | -    | -            |
| Te                      | Ja  | Ja    | Ja   | Ja           |
| I Xe                    | Ja  | -     | -    | -            |
| Cs                      | Ja  | -     | Ja   | -            |
| Ba                      | -   | -     | Ja   | Ja           |
| La Ce Pr Nd Pm Sm Eu    | -   | -     | -    | Ja           |

### Plutonium

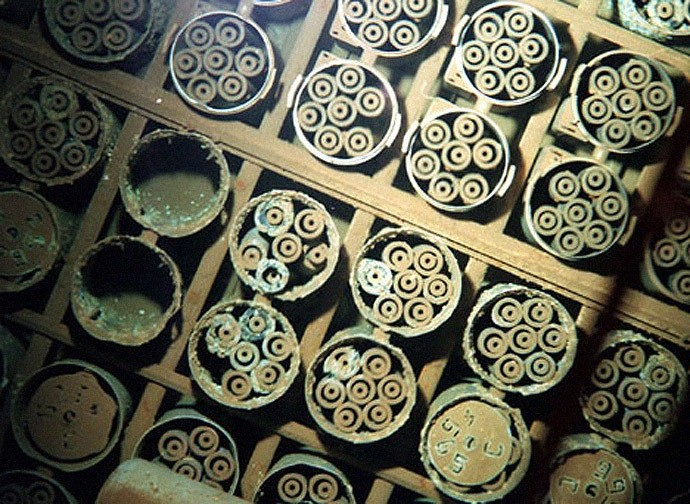
Abgebrannter Kernbrennstoff, unter Wasser gelagert im Nuklearkomplex Hanford Site, Washington, USA

Etwa 1 % der Masse sind 239Pu und 240Pu, resultierend aus der Umwandlung von 238U, das entweder als nützliches Nebenprodukt oder als gefährlicher und ungünstiger Abfall angesehen werden kann. Da es politisch als erwünscht gilt, die Verbreitung von Kernwaffen zu verhindern, darf dieses Plutonium nicht in den Besitz von Staaten gelangen, die unter den Atomwaffensperrvertrag fallen. Auch in Kernwaffenstaaten wird üblicherweise angestrebt, dass potentiell waffenfähiges Material nicht in die Hände privater Firmen gelangt. Wenn der Reaktor normal betrieben wurde, entsteht ausschließlich nicht-waffenfähiges Plutonium in Reaktorqualität, es enthält mehr als 19 % 240Pu und weniger als 80 % 239Pu. Das macht es nicht ideal für die Herstellung von Atombomben. Wenn die Bestrahlungsdauer kurz gehalten wurde, erreicht das Plutonium Waffenqualität mit mehr als 93 % Plutonium-239. Beim kommerziell relevantesten Verfahren der Wiederaufarbeitung von abgebranntem Brennstoff, dem PUREX-Verfahren wird Plutonium vom restlichen abgebrannten Brennstoff abgetrennt. Uran wird ebenfalls abgetrennt und kann gegebenenfalls wieder angereichert werden, was jedoch aufgrund des niedrigen Uranpreises und dem erhöhten Gehalt an störendem Uran-236 zumeist unterbleibt. Das PUREX-Verfahren wurde ursprünglich für die Gewinnung von waffenfähigem Plutonium aus niedrig abgebrannten Brennstoff entwickelt, was auch erklärt, warum Uran zurückgewonnen wird. Andere Verfahren der Wiederaufarbeitung, welche nicht in der Lage sind, chemisch reines Plutonium zu gewinnen, sind denkbar und teilweise im Labormaßstab erfolgreich demonstriert worden, jedoch sind diese (Stand 2022) nicht großtechnisch im Einsatz. Aus Plutonium und abgereicherten Uran oder Natururan können MOX-Brennelemente gefertigt werden. Da im thermischen Neutronenspektrum mehr (nicht spaltbares) Pu-240 entsteht als „verbraucht“ wird, ist abgebrannter MOX-Brennstoff aufgrund des höheren Gehalts an Pu-240 weniger für die Wiederaufarbeitung geeignet, so dass diese üblicherweise nicht erfolgt. Ein schneller Brüter oder Accelerator Driven System könnte jedoch auch dieses Plutonium als „Brennstoff“ verwenden.

### Uran
96 % der Masse ist das verbliebene (nicht gespaltene) Uran: der größte Teil des ursprünglichen 238U und ein wenig 235U. In der Regel ist das 235U weniger als 0,83 % der Masse zusammen mit 0,4 % 236U. Zum Vergleich enthält natürliches Uran etwa 0,72 % Uran-235. Aufgrund der Urananreicherung findet sich auch eine geringfügig erhöhte Menge Uran-234, welches in natürlichem Uran als Zerfallsprodukt des Uran-238 vorliegt (sog. Uran-Radium-Reihe). Da die Anreicherung leichtere Isotope anreichert, erhöht sich der Anteil von Uran-234 verhältnismäßig sogar stärker. Im Kernreaktor fängt ein Teil des Uran-234 Neutronen ein und wird damit zu spaltbarem Uran-235. Jedoch ist ein allzu hoher Uran-234 Gehalt nachteilig, da es die Neutronenökonomie nachteilig beeinflussen kann. Uran-234 entsteht auch in (n,2n) Reaktionen zwischen schnellen Neutronen und Uran-235 sowie in vernachlässigbarem Ausmaß durch den Alpha-Zerfall von Uran-238 gefolgt vom Betazerfall der Zerfallsprodukte.
Wiederaufbereitetes Uran beinhaltet 236U, welches in der Natur quasi nicht vorkommt; dies ist ein Isotop, das als ein Fingerabdruck für aufbereiteten Reaktorbrennstoff verwendet wird. Uran-236 ist ein unvermeidliches Nebenprodukt, da ein gewisser Teil der Neutroneneinfänge von Uran-235 nicht zur Kernspaltung führen, sondern Uran-236 bilden.
Das bei Verwendung von Thorium  anfallende 233U hat eine Halbwertszeit von 159.200 Jahren. Dadurch kann in gewissen Zeitskalen thoriumhaltiger abgebrannter Brennstoff stärker radioaktiv sein als Uranbrennstoff – es sei denn, dieses Uran wird durch einen chemischen Prozess aus dem abgebrannten Brennstoff entfernt. Das Vorhandensein von 233U wirkt sich langfristig auf den radioaktiven Zerfall des abgebrannten Brennstoffs aus. Im Vergleich zu MOX-Brennelementen ist die Aktivität in den Brennstoffkreisläufen mit Thorium um eine Million Jahre höher, da das nicht vollständig zerfallene 233U vorhanden ist. Die Wiederaufarbeitung von Thorium-haltigen Brennstoff ermöglicht die Gewinnung von Uran mit höheren Anteilen spaltbarer Nuklide als beim Uran-Brennstoffkreislauf und „unverbrauchtes“ Thorium kann bedenkenlos dem Kreislauf wieder zugeführt werden, da es fast ausschließlich aus Th-232, dem einzigen Isotop in natürlichem Thorium besteht.
Zum Natururan-Brennstoff, wie er in Schwerwasser-Reaktoren wie zum Beispiel dem CANDU zum Einsatz kommt:
Der Anteil spaltbaren Materials in Natururan beträgt ca. 0,72 % und besteht ausschließlich aus 235U. Wenn der Brennstoff aus dem Reaktor entnommen wird, enthält immer noch 0,50 % spaltbares Material. Davon sind 0,23 % „unverbrauchtes“ 235U sowie 0,27 % „erbrütetes“ spaltbares Plutonium (239Pu bzw. 241Pu). Es werden also etwa zwei Drittel des ursprünglich vorhandenen U-235 durch Spaltung oder Neutroneneinfang „verbraucht“, während durch „Brüten“ von U-238 eine Menge von über einem Drittel des ursprünglich vorhandenen spaltbaren Materials „nachgeliefert“ wird. Nicht einberechnet ist hierbei die Menge an Pu-239 bzw. Pu-241 welche im Reaktor „erbrütet“ und anschließend verbraucht wird. Insgesamt sinkt der Anteil spaltbaren Materials nur um weniger als ein Drittel. Der Brennstoff wird nicht etwa aus dem Reaktor entfernt, weil es „nichts mehr zu verbrauchen“ gäbe, sondern weil sich Neutronen absorbierende Spaltprodukte angesammelt haben und das Verhalten des Brennstoffes deshalb außerhalb akzeptabler Parameter liegt, teilweise das Aufrechterhalten einer Kettenreaktion sogar unmöglich sein kann.
Da (wie oben erwähnt) der „verbrauchte“ Brennstoff aus üblichen Leichtwasserreaktoren (LWR) immer noch mehr spaltbares Material enthält als natürliches Uran, gibt es Bestrebungen, diesen als „Brennstoff“ in Schwerwasserreaktoren einzusetzen. Am weitesten geht hierbei DUPIC – „direct use of pressurized water spent fuel in CANDU“, das heißt der Einsatz im Wesentlichen unbearbeiteter (gegebenenfalls mechanisch umgeformt) „abgebrannter“ Brennelemente aus LWR in CANDU-Reaktoren.
Beim (inzwischen nicht mehr im Einsatz befindlichen) Magnox-Reaktor, welcher mit Natururan betrieben wurde, wurde eine in Wasser instabile Magnesium-haltige Umhüllung für die Brennstäbe verwendet. Daher müssen abgebrannte Magnox-Brennelemente aufbereitet werden, da langfristige Lagerung und Entsorgung schwierig sind. Zum Zeitpunkt der Entwicklung des Magnox-Reaktors wurde dies nicht als relevantes Problem angesehen, da er als Dual-Use-Technologie sowohl (waffenfähiges) Plutonium als auch Strom produzieren sollte, und hierfür die Wiederaufarbeitung ohnedies unerlässlich war. Neben der Verwendung in Bomben wurde beim Magnox-Reaktor auch der „geschlossene Brennstoffkreislauf“ als Verwendung für Plutonium vorgesehen, also die Produktion von MOX-Brennstoff oder der Einsatz des gewonnenen Plutoniums in schnellen Brütern. Da dies nicht im geplanten Ausmaß erfolgte, hat das Vereinigte Königreich bis heute eine erhebliche Menge Plutonium „auf Halde“ für welche derzeit weder zivile noch militärische Anwendungen absehbar sind.
Aufgrund dieser Nachteile des Magnox und der geänderten Ansprüche wurde sein Nachfolger, der Advanced Gas-cooled Reactor (AGR) so konzipiert, dass Wiederaufarbeitung zwar möglich, aber nicht zwingend nötig ist. Hierbei wurde das Material der Hüllrohre durch rostfreien Stahl ersetzt, wodurch höhere Betriebstemperaturen und dadurch höhere Carnot-Wirkungsgraden erreicht werden können, jedoch ist aufgrund des höheren Neutronen-Einfang-Querschnitts der Hüllrohre ein Betrieb mit Natururan nicht mehr möglich. Eine parallele Entwicklung ergab sich unabhängig davon in der Sowjetunion, wo der RBMK als graphitmoderierter und wassergekühlter Reaktor ebenfalls „Dual Use“ – also für den Einsatz sowohl in der Stromerzeugung als auch in der Produktion von waffenfähigem Plutonium geeignet sein sollte. Allerdings wurde hier bereits im Design von diesen Plänen abgerückt, und diese Fähigkeit nie im größeren Maßstab in der Realität erprobt. Auch die Verwendung von Natururan als Brennstoff wurde letztlich aufgegeben und nachdem die Ereignisse von Tschernobyl 1986 die Nachteile des hohen positiven Dampfblasenkoeffizienten eindrucksvoll demonstriert hatten, wurde bei dem folgenden Redesign der Anreicherungsgrad des Brennstoffs weiter erhöht, um den Dampfblasenkoeffizienten verringern zu können. Während in Russland und Großbritannien noch einige RBMK bzw. AGR im Betrieb sind, ist nirgendwo auf der Welt ein Neubau dieser oder verwandter Reaktortypen geplant oder im Gang. Der französische UNGG, welcher stark dem Magnox-Reaktor ähnelte, wurde bereits Jahre vor dem Magnox aufgrund ähnlicher Nachteile außer Betrieb genommen.
Nachdem die Geheimhaltung des offenkundig nicht mehr interessanten Magnox-Designs seitens des Vereinigten Königreichs aufgehoben wurde, gab es in Nordkorea einen unlizenzierten Nachbau eines Magnox-Reaktors welcher offiziell friedlichen Zwecken diente, jedoch mit an Sicherheit grenzender Wahrscheinlichkeit hauptsächlich der Produktion von waffenfähigem Plutonium für Nordkoreas Atomwaffenprogramm diente. Im Zuge der Verhandlungen mit Nordkorea wurde dieser Reaktor 2009 endgültig vom Netz genommen, womit das Kapitel „Magnox“ global ein Ende gefunden hat.

### Minore Actinoide
Kleine Spuren von Actinoiden (Transuranabfall) sind im abgebrannten Reaktorbrennstoff vorhanden. Diese sind Actinoide mit Ausnahme von Uran und Plutonium (die so genannten „majoren Actinoide“) und umfassen hauptsächlich Neptunium, Americium und Curium. Actinoide höherer Masse (z. B. Berkelium, Californium, Einsteinium) fallen nur in Spuren an und sind aufgrund ihrer Kurzlebigkeit zumeist nicht weiter von Belang. Die gebildete Menge hängt stark von der Art des verwendeten Kernbrennstoffs und den Bedingungen ab, unter denen er verwendet wurde. Die Verwendung von MOX-Elementen (239Pu in einer  238U-Matrix) führt zur Produktion von mehr 241Am als der Einsatz von Uran-Brennstoff, da Am-241 durch Neutroneneinfang in Pu-240 und anschließenden Betazerfall entsteht. Pu-240 entsteht in Uran-Brennstoff nur in geringem Umfang aus U-238 und hauptsächlich während der Spätphase des Abbrandes (wenn fast 50 % der Kernspaltungen in Pu-239 und nicht in U-235 stattfinden), wobei Pu-240 von vornherein Bestandteil von MOX-Brennstoff ist. In Ländern, die routinemäßig Wiederaufarbeitung durchführen, wird abgebrannter Brennstoff bevorzugt möglichst „jung“ Wiederaufarbeitung zugeführt, da Plutonium-241 spaltbares Material ist, jedoch mit lediglich 14 Jahren Halbwertszeit deutlich weniger langlebig als anderer Kernbrennstoff ist. Lässt man Plutonium-241 zerfallen, entsteht Americium-241, welches in einem Kernreaktor nicht erwünscht ist. Californium fällt nicht in hinreichender Menge an, dass es in kommerziellen Reaktoren von Relevanz ist, jedoch ist es durch die hohe Rate an Spontanspaltung problematisch für die Neutronenbilanz wenn es sich (zum Beispiel bei mehrfachem Durchgang durch den Brennstoffkreislauf) hinreichend anreichert. Andererseits ist Californium als Neutronenquelle im Labormaßstab geschätzt und kann bei hinreichender Konzentration abgetrennt und verkauft werden.
Für stark angereicherte Kernbrennstoffe in marinen und Forschungsreaktoren variiert das Isotopeninventar basierend auf dem Kernbrennstoffmanagement und den Betriebsbedingungen des Reaktors. In nuklear angetriebenen U-Booten findet sich aufgrund der Anforderungen an Kompaktheit und lange Betriebsdauer ohne Austausch des Brennstoffes oft ein „burnable poison“ also ein Nuklid, welches Neutronen aufnimmt und dabei „verbraucht“ wird. Insgesamt ist damit ein höherer Burnup erreichbar, so dass mehr Spaltprodukte im abgebrannten Brennstoff vorhanden sind. Gleichzeitig ist aufgrund des geringeren Anteils an U-238 der Anteil von Plutonium, Americium und Curium niedriger.

#### Neptunium
Neptunium-237 fällt hauptsächlich als Produkt von Neutroneneinfang in Uran-236 an. Eine geringere Menge Neptunium-237 entsteht auch durch (n,2n) Reaktionen mit Uran-238 unter Beschuss mit schnellen Neutronen. Zwar ist das zunächst gebildete Uran-237 spaltbar, jedoch ist es so kurzlebig, dass es üblicherweise zerfällt, bevor es gespalten werden kann. Innerhalb von Kernreaktoren gilt Neptunium-237 als besonders unerwünscht, da es nach Einfang eines Neutrons (und anschließenden Betazerfall) immer noch kein spaltbares Material bildet, sondern nicht spaltbares Plutonium-238 was erst durch noch einen weiteren Einfang eines Neutrons zu spaltbarem Plutonium-239 wird, welches jedoch für die Spaltung noch ein weiteres Neutron benötigt. Insgesamt ist der Einfluss von U-236 bzw. Np-237 auf die Neutronenökonomie also stark negativ, das heißt es „verbraucht“ mehr Neutronen als die Spaltung von Pu-239 letztlich „liefert“. Dies erklärt, warum Uran aus der Wiederaufarbeitung (mit seinem höheren U-236 Gehalt) weniger geschätzt wird als Natururan, obwohl zumeist mehr spaltbares U-235 enthalten ist. In MOX-Brennstoff aus Plutonium und abgereicherten Uran ist der Gehalt an Neptunium geringer, da lediglich die (n,2n) Reaktion in U-238 zu dessen Produktion beiträgt und diese nur mit schnellen Neutronen erfolgt. In – im Labormaßstab demonstrierten aber großtechnisch nicht erfolgenden – pyrometallurgischen Verfahren der Wiederaufarbeitung kann Neptunium quasi nicht von Plutonium getrennt werden, da beide Metalle sehr ähnliche Schmelzpunkte haben. Dies wird gelegentlich als „proliferationssicheres“ Verfahren der Wiederaufarbeitung vorgeschlagen, da neptuniumhaltiges Plutonium nicht für den Bau von Bomben geeignet ist. Allerdings ist Np-haltiger MOX-Brennstoff aufgrund der oben erwähnten Problematik weniger gut geeignet als der „klassische“ U-Pu MOX-Brennstoff. Dazu kommt, dass durchaus Verfahren bekannt sind (darunter das nasschemische PUREX), welche Neptunium von Plutonium trennen können, und derlei auch mit „abgezweigten“ Np-haltigem MOX-Brennstoff denkbar wäre.

#### Americium und Curium
Americium, hier vor allem Americium-241 und Curium fallen hauptsächlich durch Neutroneneinfang in Plutonium und anschließenden Betazerfall an. Daher ist bei abgebranntem MOX-Brennstoff mit höheren Gehalten zu rechnen als bei Uran- oder Thorium-Brennstoff.

#### Verwendung minorer Actinoide
Da aufgrund ihrer Radioaktivität und der Schwierigkeit ihrer Beschaffung eine stoffliche Nutzung im Wesentlichen ausgeschlossen erscheint, konzentriert sich die Nutzung minorer Actinoide hauptsächlich auf radioaktive Anwendungen.
Hierbei sind vor allem zwei Anwendungen relevant, die beide auf der Nutzung des Alphazerfalles basieren. Zum einen wird Americium-241 gerade im englischsprachigen Raum für Rauchmelder genutzt, in denen die ionisierende Strahlung genutzt wird, um durch eine Veränderung des Verhaltens von Luft unter Einfluss dieser Strahlung Rauch zu detektieren. Problematisch ist hierbei nicht so sehr Americium selbst, sondern dessen Zerfallsprodukt Neptunium-237, welches chemisch reaktiver und leichter in Wasser löslich ist als Americium, und welches bei unsachgemäßer Entsorgung in die Umwelt gelangen kann.
Neptunium-237 findet hauptsächlich Anwendung als Vorgänger von Plutonium-238. Hierzu wird Neptunium aus abgebrannten Brennstoff extrahiert und anschließend mit thermischen Neutronen beschossen. Plutonium-238 ist die bevorzugte Substanz für Radionuklidbatterien in der Raumfahrt, da es eine lange Lebensdauer, geringe Gamma-Emissionen (= leichte Abschirmbarkeit) und eine hohe Leistungsdichte aufweist. Keine Weltraumsonde außerhalb der Marsbahn wäre ohne Radionuklidbatterien denkbar, da die Sonne in derart großer Entfernung nicht mehr genug Energie liefert, um den Betrieb (allein) mit Solarzellen zu ermöglichen.
Während die Primärproduktion der genannten Nuklide in Kernkraftwerken den Bedarf für die genannten Anwendungen bei weitem übersteigt, ist dennoch eine „Verknappung“ dieser Ressourcen zu bemerken, da ihre Extraktion nur in wenigen spezialisierten Einrichtungen erfolgt und quasi überhaupt nicht im größeren oder gar industriellen Maßstab. Auch im PUREX-Verfahren, welches großtechnisch zum Einsatz kommt, um Plutonium und in zweiter Linie Uran aus abgebrannten Brennstoff zurückzugewinnen, verbleiben die minoren Actinoide üblicherweise mit den Spaltprodukten beim „Abfall“.
Da Americium und Curium sich chemisch sehr ähnlich zueinander verhalten, wird zumeist in einem ersten Schritt ein Gemisch aus beiden Substanzen gewonnen und anschließend Americium in gewünschter Reinheit extrahiert. Da Curium aufgrund der hohen Preise dieser Extraktion wenig wirtschaftlich sinnvolle Anwendungen hat, wird es meistens nicht weiter genutzt, da eine Produktion hinreichend reinen Curiums nicht lohnt.

## Nachzerfallswärme

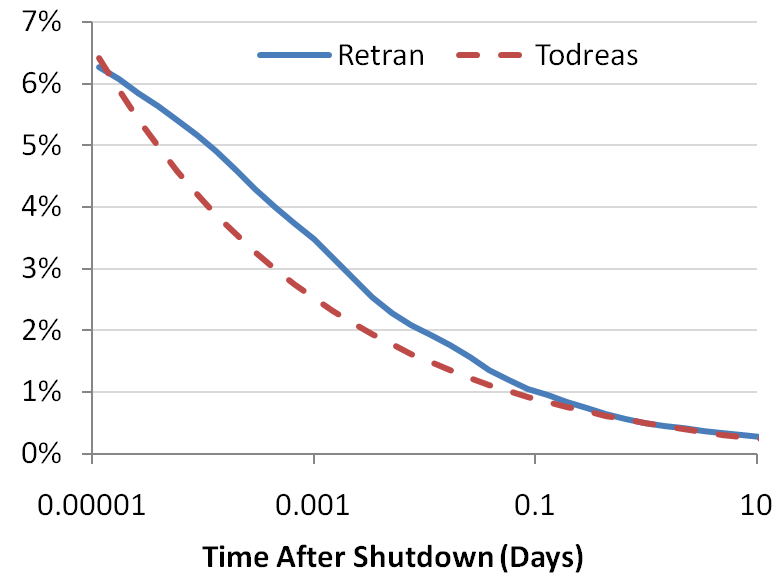
Abwärme als Bruchteil der vollen Leistung für einen Reaktor in Schnellabschaltung von der vollen Leistung zum Zeitpunkt 0 unter Verwendung von zwei verschiedenen Korrelationen

Wenn ein Kernreaktor heruntergefahren wurde und die Kettenreaktion der Kernspaltung aufgehört hat, wird aufgrund des Beta-Zerfalls von Spaltprodukten noch weiter eine beträchtliche Menge an Wärme im Kernbrennstoff erzeugt. Aus diesem Grund beträgt die Abklingwärme zum Zeitpunkt des Abschaltens des Reaktors etwa 7 % der vorherigen Kernleistung, wenn der Reaktor eine lange und konstante Leistungshistorie hatte. Etwa 1 Stunde nach dem Herunterfahren beträgt die Abklingwärme etwa 1,5 % der vorherigen Kernleistung. Nach einem Tag sinkt die Zerfallswärme auf 0,4 % und nach einer Woche auf 0,2 %. Die Abnahme der Wärmeerzeugungsrate nimmt mit der Zeit langsam ab.
Verbrauchter Kernbrennstoff, der aus einem Reaktor entnommen wurde, wird normalerweise über einen Zeitraum von einem bis zwanzig Jahren in einem wassergefüllten Abklingbecken gelagert, um es abzukühlen und seine Radioaktivität abzuschirmen. Auch wenn komplett passiv kühlende Abklingbecken denkbar wären, basieren jene, die in der Realität existieren, im Allgemeinen nicht auf einer passiven Kühlung, sondern erfordern, dass das Wasser aktiv durch Wärmetauscher gepumpt wird. Die Menge des Wassers in Abklingbecken ist derart dimensioniert, dass auch bei etwaigem Ausfall der Kühlung mehrere Stunden oder Tage lang genug thermische Masse vorhanden ist, um die Abwärme aufzufangen. Auch ist die abschirmende Wirkung des Wassers gegen Strahlung dergestalt, dass in den oberen Schichten eines Abklingbeckens sogar gefahrlos geschwommen werden kann, was auch durch spezialisierte Industrietaucher zur Inspektion und Wartung regelmäßig geschieht. Da Wasser als Neutronenmoderator wirkt, ist es bei abgebranntem Brennstoff aus Leichtwasserreaktoren erforderlich, Borsäure in das Wasser der Abklingbecken zu geben, um unbeabsichtigte Kritikalität zu vermeiden.
Die Abwärme, welche in den Abklingbecken anfällt, zu nutzen (zum Beispiel für Fernwärme) ist Gegenstand aktiver Forschung.

## Kernbrennstoffstoffzusammensetzung und langfristige Radioaktivität

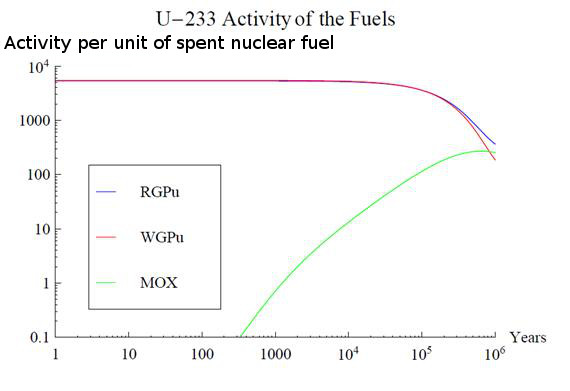
Aktivität von ^{233}U für drei Kraftstoffarten. Im Falle von MOX steigt das U-233 in den ersten 650.000 Jahren an, da es durch Zerfall aus ^{237}Np entsteht. Dies wurde im Reaktor durch Absorption von Neutronen durch ^{235}U erzeugt.

Gesamtaktivität für drei Kernbrennstoffarten.
Links: Strahlung von kurzlebigen Nukliden
Mitte: ~ von ^{90}Sr und ^{137}Cs.
Rechts: Zerfall von ^{237}Np und ^{233}U.

Die Verwendung von unterschiedlichen Kernbrennstoffen in Kernreaktoren führt dies zu unterschiedlichen SNF-Zusammensetzungen mit unterschiedlichen Aktivitätskurven.
Langlebige radioaktive Abfälle aus dem hinteren Teil des Brennstoffkreislaufs sind besonders relevant für die Erstellung eines vollständigen Abfallbewirtschaftungsplans für SNF. Auf lange Sicht hat radioaktiver Zerfall die Aktiniden im SNF aufgrund ihrer charakteristisch langen Halbwertszeiten einen signifikanten Einfluss. Je nachdem wie ein Kernreaktor befeuert wird, variiert die Aktinidzusammensetzung im SNF.
Ein Beispiel für diesen Effekt ist die Verwendung von Kernbrennstoffen mit Thorium. 232Th ist ein Material, das eine Neutroneneinfangreaktion und zwei Beta-Minus-Zerfälle eingehen kann, was zur Bildung von spaltbarem Material führt 233U. Sein radioaktiver Zerfall wird die Langzeitwirkung stark beeinflussen und Aktivität im SNF um eine Million Jahre. Ein Vergleich der mit 233U verbundenen Aktivitäten für drei verschiedene SNF-Typen ist in der Abbildung oben rechts zu sehen. Die verbrannten Brennstoffe sind Thorium mit Reaktor-Plutonium (RGPu), Thorium mit Waffen-Plutonium (WGPu) und Mischoxid-Kernbrennstoff (derzeit kein Thorium). Für RGPu und WGPu ist die anfängliche Menge an 233U und sein Zerfall um eine Million Jahre zu sehen. Dies wirkt sich auf die Gesamtaktivitätskurve der drei Kernbrennstofftypen aus. Das anfängliche Fehlen von 233U und seinen Tochterprodukten in MOX-Elementen führt zu einer geringeren Aktivität in rechten Region der Abbildung unten rechts, wohingegen für RGPu und WGPu die Kurve aufgrund des Vorhandenseins von 233U höher gehalten wird, ist nicht vollständig verfallen. Nukleare Wiederaufbereitung kann die Aktiniden aus dem abgebrannten Brennstoff entfernen, damit sie als langlebiges Spaltprodukt verwendet oder beseitigt werden können.

## Korrosion abgebrannter Brennelemente

### Edelmetallnanopartikel und Wasserstoff
Nach der Ausarbeitung zur Korrosion des Elektrochemikers David W. Shoesmith haben Nanoteilchen aus Mo-Tc-Pd einen starken Einfluss auf die Korrosion von Urandioxidbrennstoff. Beispielsweise legt seine Arbeit nahe, dass hohe Wasserstoff-Konzentration (aufgrund der anaerober Korrosion des Stahl-Abfallbehälter) wird die Oxidation von Wasserstoff an den Nanopartikeln eine schützende Wirkung auf das Urandioxid ausüben. Dieser Effekt kann als Beispiel für den Schutz durch eine Opferanode angesehen werden, die statt einer Metall-Anode reagiert und das verbrauchte Wasserstoffgas löst.

## Lagerung, Behandlung und Entsorgung

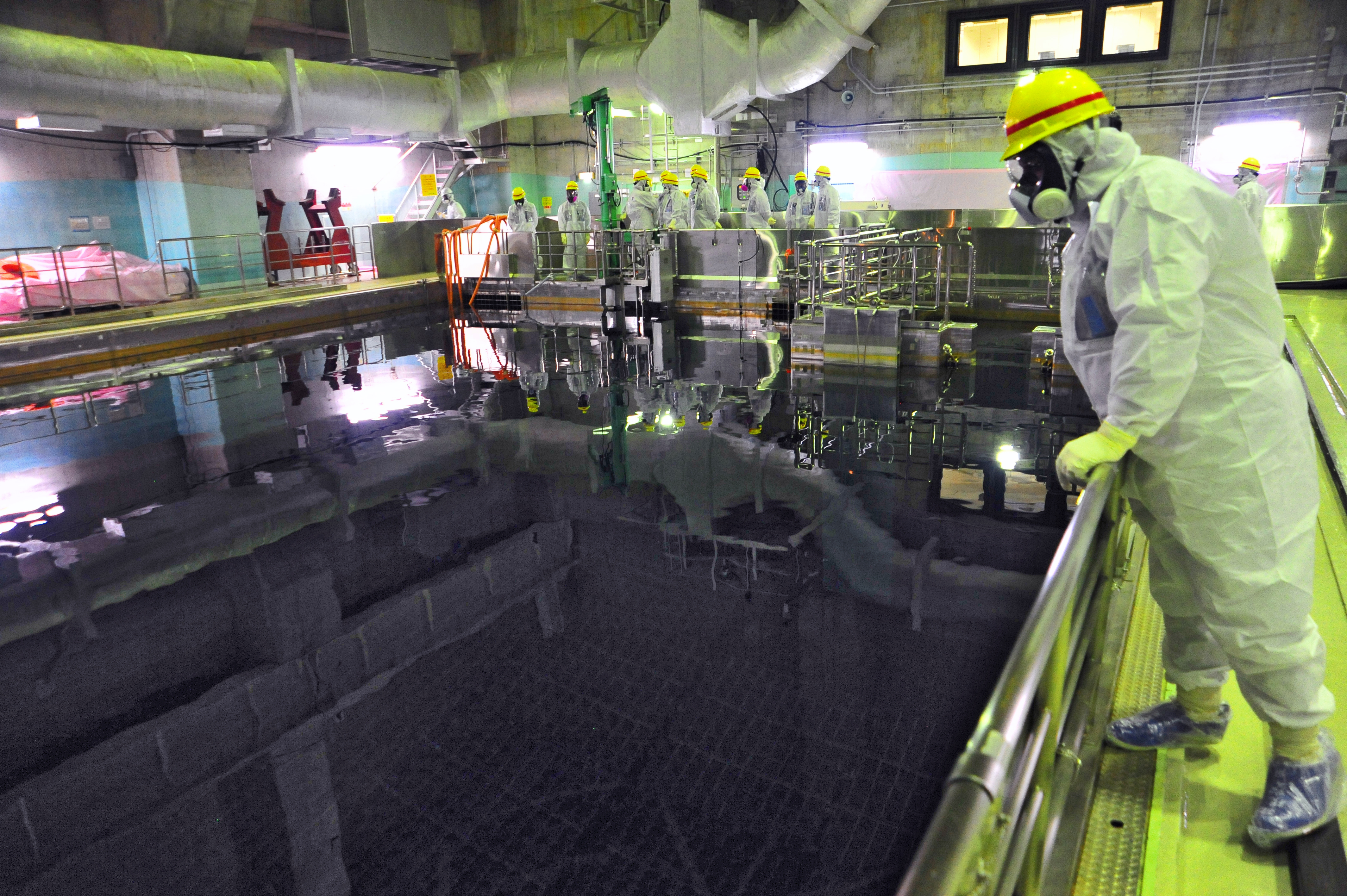
Abklingbecken in TEPCOs Kernkraftwerk Fukushima Daiichi am 27. November 2013

Abgebrannter Kernbrennstoff wird entweder im Abklingbecken für abgebrannte Brennelemente (englisch „spent fuel pool“, SFPs) oder in trockenen Fässern gelagert. In den Vereinigten Staaten befinden sich abgebrannte Brennelemente und Fässer entweder direkt auf Kernkraftwerksstandorten oder in unabhängigen Lagereinrichtungen für abgebrannte Brennelemente (Independent Spent Fuel Storage Installations, ISFSI). ISFSIs können neben einem Kernkraftwerksstandort liegen oder sich an einem anderen Ort befinden. Die überwiegende Mehrheit der ISFSI lagert abgebrannte Brennelemente in trockenen Fässern. Morris Operation ist derzeit das einzige ISFSI mit einem Becken für abgebrannte Brennelemente in den USA.
Nukleare Wiederaufbereitung kann abgebrannten Brennstoff in verschiedene Kombinationen trennen von wiederaufbereitetem Uran, Plutonium, Minore Actinoide, Spaltprodukte, Reste der Hüllrohre (zumeist Zircalloy, gelegentlich andere Materialien), Aktivierungsprodukte und die Reagenzien oder Verfestiger, die bei der Wiederaufbereitung selbst zugeführt werden. Uran und Plutonium sind die „Ziele“ des PUREX-Verfahrens; alles andere – minore Actinoide, Aktivierungs- und Spaltprodukte und gegebenenfalls sogar die Hüllrohre – ist „Abfall“ und wird entsorgt, auch wenn technologisch gesehen die Extraktion von nutzbaren Substanzen aus diesem „Müll“ durchaus denkbar wäre. Beim heute hauptsächlich angewandten PUREX-Verfahren liegt der „Müll“ dabei aufgrund der Verwendung von Salpetersäure zumeist als Nitrat vor, welches anschließend – unter Rückgewinnung möglichst großer Anteile der ursprünglich eingesetzten Materialien (Wasser, Tributylphosphat, Salpetersäure) – „eingedickt“ und dann zu einem keramikartigen Material verarbeitet wird, von dem man sich Langlebigkeit und chemische Stabilität erhofft. Dieses Material wird anschließend in Behälter gefüllt, welche dann zwischengelagert oder für die Endlagerung vorbereitet werden. Zusätzlich zu der inerten chemischen Form des Abfalls selbst sollen die Behälter sowie – im Falle tiefengeologischer Endlager – das Deckgebirge und etwaige zusätzliche menschengemachte oder natürliche Barrieren den Kontakt zwischen radioaktiven Substanzen und der Umwelt verhindern.
Alternativ kann der abgebrannte Brennstoff so wie er ist (inklusive Hüllrohre) als hochradioaktiver Müll entsorgt werden. Die Vereinigten Staaten haben ein Endlager in tiefen geologischen Formationen geplant, so wie das Yucca-Mountain-Endlager für Atommüll. Dort muss es abgeschirmt und verpackt werden, damit es für Jahrtausende nicht in die unmittelbare Umwelt des Menschen gelangt. Am 5. März 2009 sagte jedoch Energieminister Steven Chu in einer Anhörung des Senats, dass Yucca-Mountain nicht länger als Option für die Lagerung von Reaktorabfällen angesehen wird.
Die geologische Entsorgung wurde in Finnland unter Anwendung des KBS-3-Prozesses genehmigt.
Während in der Öffentlichkeit die Machbarkeit eines dauerhaft (kursierende Zahlen rangieren von einigen zehntausend bis zu einigen Millionen Jahren) sicheren tiefengeologischen Endlagers kontrovers diskutiert wird, ist sich die Wissenschaft weitgehend einig, dass ein derartiges Endlager technisch machbar und im Rahmen eines Restrisikos hinreichend sicher ist. Weniger bekannt sind die tiefengeologischen Endlager für chemische Abfälle (zum Beispiel die Untertagedeponie Herfa-Neurode), welche nach Masse, Volumen und Anzahl vorhandener LD-50 ähnliche oder sogar größere Mengen gefährlicher Abfälle einlagern (sollen), ohne dass deren geologische Sicherheit und Eignung Gegenstand öffentlicher Debatte wäre.
Im Rahmen einer Kreislaufwirtschaft und da von einigen Seiten die baldige Erschöpfung der Uranvorkommen prognostiziert wird, ist jedoch fragwürdig, ob die Endlagerung eines Materials, in dem immer noch erhebliche Mengen Energie enthalten sind, nachhaltig ist. Zwar sind Wiederaufarbeitung und der schnelle Brüter politisch wenig populär, doch wird im Bereich der Transmutation auch in Ländern wie Belgien (MYRRHA) oder Deutschland, welche ansonsten eher dem „Atomausstieg“ nahe stehen, aktiv geforscht. Mit derartigen Technologien wäre in absehbarer Zeit nicht nur die „Entsorgung“ der langlebigen hochradioaktiven Abfälle denkbar, sondern es könnte dabei auch noch nutzbare Energie gewonnen werden. Aufgrund dessen, und um sich künftige Nutzungen auch der Spaltprodukte nicht zu „verbauen“, fordern Experten verschiedentlich eine „rückholbare“ Lagerung, wie sie auch teilweise für chemische Abfälle in tiefengeologischen Endlagern bereits praktiziert wird.

## Nichtnukleare Nutzung
Neben der Wiederaufarbeitung, welche vornehmlich auf die Gewinnung von Actinoiden abhebt und die – in einem Kernkraftwerk nicht nutzbaren – Spaltprodukte als „Abfall“ ansieht, gäbe es technisch mögliche Verfahren, nutzbare Substanzen aus abgebrannten Brennstoff zu gewinnen. Diese werden teilweise im kleinen Maßstab eingesetzt oder wurden dies in der Vergangenheit, jedoch ist eine großtechnische Nutzung nicht abzusehen.

### Hüllrohre
Die vielleicht naheliegendste Nutzung ist das „Recycling“ der Hüllrohre. Diese bestehen üblicherweise aus Zircalloy, welches aufgrund des niedrigen Neutronen-Einfangquerschnitts verwendet wird. Bei der Produktion von Zircalloy aus Zirkoniumerz ist ein besonders aufwendiger und kostenintensiver Produktionsschritt die Trennung von Hafnium und Zirkonium. Die beiden Elemente sind chemisch sehr ähnlich zueinander, jedoch hat Hafnium einen sehr hohen Neutroneneinfangsquerschnitt, sodass auch eine geringe Verunreinigung mit Hafnium in Hüllrohren nicht toleriert werden kann. Würden „gebrauchte“ Hüllrohre wiederverwendet könnte dieser Schritt der Herstellung übersprungen werden. Allerdings wird durch Neutronenaktivierung ein geringer Teil des Zirconiums zu langlebigen, leicht radioaktiven Zr-93, welches den Produktionsprozess verkompliziert und gegebenenfalls negative Auswirkungen auf die Materialeigenschaften haben könnte. Zirconium-93 findet sich auch als Spaltprodukt im abgebrannten Brennstoff selbst.

### Radionuklide
Einige Radionuklide, welche in relevantem Ausmaß bei der Kernspaltung anfallen, haben nützliche Anwendungen in Industrie, Medizin oder Forschung.

#### Molybdän-99/Technetium-99m
Technetium-99m welches in der Diagnostik von immenser Bedeutung ist, wurde sogar zeitweilig fast ausschließlich durch Kernspaltung gewonnen. Hierbei wurde in Forschungsreaktoren hoch angereichertes Uran gespalten und anschließend das Mutternuklid Molybdän-99 chemisch extrahiert. Inzwischen wird Molybdän-99 auch durch Beschuss von Molybdän-98 mit Neutronen gewonnen. In einem Technetium-Generator zerfällt Mo-99 dann zum eigentlich gewünschten Technetium-99m, welches vor Ort den Patienten verabreicht wird. Problematisch bei der Gewinnung von Mo-99 aus abgebrannten Brennstoff kommerzieller Reaktoren ist die kurze Halbwertszeit von Molybdän-99, sodass eine etwaige Wiederaufarbeitung mit sehr heißem sowie stark radioaktiven Material arbeiten müsste, um nutzbare Mengen zu gewinnen.

#### Strontium-90
Strontium-90 ist eines der besonders „problematischen“ Spaltprodukte, da es mit relativ langer Halbwertszeit (~28,8 Jahre) und chemisch reaktiven Verhalten in der Umwelt mobil ist und lange in der Biosphäre verbleibt. Dazu kommt, dass es zwar wasserlösliche Oxide bzw. Hydroxide bildet bzw. in Kontakt mit Wasser zu diesen umgewandelt wird, es jedoch im menschlichen oder tierischen Körper analog zu Calcium über Jahre im Knochen verbleibt (im Englischen daher „Bone Seeker“ – Knochensucher – genannt) und sich in der Nahrungskette anreichern kann. Jedoch ist Strontium-90 mit einer thermischen Leistung von 0,9 Watt pro Gramm exzellent geeignet für Radionuklidbatterien. Im Vergleich zum ebenfalls häufig verwendeten Plutonium-238 hat es den Vorteil, keine kritische Masse zu haben und leichter verfügbar zu sein (wässrige Extraktion aus abgebrannten Brennstoff). In der Form Strontiumtitanat ist zwar die thermische Leistung pro Gramm nur noch etwa halb so groß, allerdings ist das Material relativ stabil (Mohs-Härte zwischen 5 und 6), chemisch reaktionsträge und es hat einen hohen Schmelz- und Siedepunkt. Sowohl Amerikaner als auch Sowjets haben in der Vergangenheit Radionuklidbatterien aus Sr-90 für vielfältige „irdische“ wie „außerirdische“ Anwendungen verwendet, jedoch ist inzwischen aufgrund der höheren Leistungsdichte Plutonium-238 das bevorzugte Material, da bei Anwendungen im Weltall der Preis weniger ins Gewicht fällt als die Masse.

#### Caesium-137
Im Gegensatz zu Strontium-90 bei dessen Zerfall nur geringe Mengen Gammastrahlung frei werden, ist der Betazerfall von Caesium-137 zu stabilen Barium-137 von starken Gammastrahlen begleitet. Daher, und da es schwieriger ist, Caesium in eine chemisch inerte Form zu überführen (Glas, bei dem Natrium durch Kalium bzw. Caesium ersetzt wird wie bei Gorillaglas wäre eine solche Form), eignet sich Caesium nur begrenzt für Radionuklidbatterien. Es ist jedoch vorzüglich geeignet, Lebensmittel mittels Bestrahlung haltbar zu machen. Dieses Verfahren, welches seit Jahrzehnten erfolgreich großtechnisch angewandt wird, ist schonend zu Geschmack und Nährstoffgehalt (Vitamine und sekundäre Pflanzenstoffe werden nicht oder fast nicht zerstört), macht Nahrungsmittel nicht radioaktiv und ist Voraussetzung für den Export/Import von Lebensmitteln über landwirtschaftliche Quarantänegrenzen (z. B. frische Ananas von Hawaii auf das Festland der USA). Gegenwärtig finden dabei zum einen künstliche Strahlungsquellen wie Teilchenbeschleuniger Anwendung, zum anderen extra zu diesem Zweck hergestellte Radionuklide wie Kobalt-60 (Hauptquelle: Schwerwasserreaktoren wie der CANDU), welche das Verfahren entsprechend kostspielig machen. Gelänge die großtechnische Extraktion von Caesium aus abgebrannten Brennstoff zu niedrigeren Kosten, könnte das Verfahren entsprechend billiger werden. Auch in der Medizin kommt der Einsatz von Caesium-137 infrage, da einige Instrumente, welche für die Desinfektion im Autoklav nicht geeignet sind, gegenwärtig ebenfalls mit Gammastrahlen desinfiziert werden.
Problematisch ist allerdings, dass Caesium im abgebrannten Brennstoff nicht monoisotopisch vorkommt, sondern je nach Bauform und Abbrand des Reaktors unterschiedliche Anteile Cs-133 (stabil), Cs-134 (Halbwertszeit ~2 Jahre) und Cs-135 (Halbwertszeit mehrere Millionen Jahre) enthält, welche die Eigenschaften gegenüber reinen Radioisotopen aus anderen Quellen verschlechtern.

#### Tritium
Tritium ist ein unausweichliches Produkt mehrerer Prozesse in Kernreaktoren. In Druckwasserreaktoren kann es sich durch die Wasserborierung bilden, in Schwerwasserreaktoren bildet es sich durch Neutroneneinfang im Deuterium des Kühlmittels bzw. Neutronenmoderators, und in allen Reaktoren bildet es sich bei „dreiteiliger Kernspaltung“ (jene Kernspaltungen, bei denen drei positiv geladene Spaltprodukte entstehen – im thermischen Spektrum sind dies ~0,2–0,4 % aller Spaltungen – im schnellen Spektrum mehr, bei Spontanspaltung weniger). Tritium ist in vielerlei Hinsicht problematisch, da es ein Isotop des Wasserstoffs ist und somit bei nasschemischen Verfahren das Wasser kontaminiert. Darüber hinaus diffundiert Wasserstoff durch quasi alle denkbaren Hüllen hindurch, versprödet Metalle und reagiert explosiv mit Luft. Gelingt es allerdings, Tritium abzutrennen, ist es ein sehr wertvolles Produkt mit sowohl zivilen als auch militärischen Anwendungen. An kanadischen CANDU-Reaktoren wird sogar der beträchtliche Aufwand betrieben, es aus dem Kühlwasser zu extrahieren, um es gewinnbringend zu verkaufen. In abgebrannten Brennstoff ist der Gehalt an Tritium um ein Vielfaches höher als im Kühlwasser eines CANDU und es ist mit geringeren Mengen anderer Wasserstoff-Isotopen „verunreinigt“. Auch das Zerfallsprodukt von Tritium, Helium-3 ist ein enorm wertvolles Material mit vielfältigen Anwendungen.

#### Krypton-85
Da Krypton ein Edelgas ist, findet man Krypton-85 in gasförmiger und elementarer Form im abgebrannten Brennstoff. Es kann gewonnen werden, indem der Brennstoff zerkleinert wird, um etwaige eingeschlossene Blasen aufzubrechen, und das austretende Gas aufgefangen wird. Im austretenden Gas sind auch andere Elemente enthalten, diese können analog zur Luftverflüssigung mittels fraktionierender Destillierung voneinander getrennt werden.
Krypton-85 findet Anwendung in der Luft- und Raumfahrt, um kleinste Haarrisse im Material aufzuspüren. Das Gas „kriecht“ in entsprechende Materialfehler und anschließend wird mittels Autoradiographie sein Zerfall dokumentiert. So erhält man zerstörungsfrei ein sehr genaues Bild über etwaige Schäden oder Fehler am Material.

### Stabile Spaltprodukte
Obwohl viele Spaltprodukte binnen relativ kurzer Zeit zu stabilen oder quasi stabilen Substanzen zerfallen, ist aufgrund ökonomischer und regulatorischer Hürden die Extraktion derartiger Substanzen so gut wie nie Thema bei Debatten um Weiterentwicklungen der Wiederaufarbeitung von abgebranntem Brennstoff. Ein zusätzliches Problem ist, dass einige Elemente sowohl in stabilen Isotopen als auch in – teilweise langlebigen – Radionukliden vorliegen. Dies erschwert die Verwendung dieser Elemente für nicht-radioaktive Zwecke. Dazu kommt, dass einige Elemente zwar ausschließlich kurzlebige oder stabile Isotope haben, chemisch aber kaum von Elementen trennbar sind, die radioaktive Isotope aufweisen.

#### Xenon
Xenon ist ein Edelgas mit vielfältigen Anwendungen, welches derzeit (2022) nur durch Luftverflüssigung gewonnen wird. Aufgrund der sehr geringen Anteile von Xenon in der Atmosphäre ist dieses Verfahren energieintensiv und kostspielig. Zwar können andere Koppelprodukte der Luftverflüssigung teilweise gewinnbringend verkauft werden, um die Kosten zu reduzieren, jedoch sind zur Produktion hinreichend reinen Xenons Verfahrensschritte zur Konzentrierung nötig. Zwar ist das bekannteste Spaltprodukt unter den Xenon Isotopen, Xenon-135 radioaktiv, jedoch ist es kurzlebig und ein starkes Neutronengift, so dass ein großer Teil des produzierten Xenon-135 durch Neutroneneinfang zu quasi stabilen Xenon-136 umgewandelt wird oder zu Caesium-135 zerfällt, während der Brennstoff noch im Reaktor ist.
Die Gewinnung von Xenon gestaltet sich analog zu jener von Krypton-85 und es sind Synergieeffekte bei der Extraktion von beiden Substanzen möglich. Die nur akademisch relevante Radioaktivität von Xenon-136 ist derzeit Gegenstand wissenschaftlicher Untersuchungen, da nicht klar ist, ob beim Doppelbetazerfall dieses Nuklids immer, gelegentlich oder nie Neutrinos entstehen. Das für diesen Zweck benötigte Xenon-136 ist immens teuer, da es nur durch Extraktion aus Luft gewonnen werden kann und der Gehalt an Xenon-136 im Xenon der Erdatmosphäre relativ gering ist.

#### Platinmetalle
Einige Spaltprodukte fallen in die Gruppe der so genannten Platinmetalle, welche ihren Namen der Stellung im Periodensystem nahe Platin und entsprechend der chemischen Ähnlichkeit zu Platin verdanken. Relevant sind aufgrund ihrer Menge vor allem Ruthenium und Rhodium. Problematisch ist, dass Palladium in großem Maße in Form des sehr langlebigen Radionuklids Palladium-107 anfällt, dessen Halbwertszeit über sechs Millionen Jahre beträgt. Zwar wäre womöglich der Einsatz dieses Palladiums in Katalysatoren, bei denen geringe Mengen Radioaktivität toleriert werden können, denkbar, aber der Einsatz als Schmuck oder Investitionsgut erscheint ausgeschlossen ohne teure und energieintensive Isotopentrennung.
Ruthenium und Rhodium kommen in abgebrannten Brennstoff in kurzlebigen und stabilen Isotopen vor. Das langlebigste dabei ist Ru-106, welches mit einer Halbwertszeit von etwas über einem Jahr zu Rh-106 zerfällt, welches binnen Sekunden zu stabilen Palladium-106 zerfällt. Wird „frischer“ abgebrannter Brennstoff verarbeitet und dabei Palladium von Ruthenium und Rhodium getrennt, so ist die Gewinnung von nicht-radioaktivem Palladium durch den Zerfall von Ru-106 denkbar. Die beim Zerfall frei werdende Energie kann prinzipiell auch in einer Radionuklidbatterie genutzt werden, jedoch ist deren „Lebensdauer“ durch die kurzen Halbwertszeiten begrenzt.

#### Silber
Zwar fallen nur relativ geringe Mengen Silber an und deren Extraktion ist vermutlich für sich genommen nicht wirtschaftlich, jedoch wird in der Metallurgie oft Silber zusammen mit Platinmetallen gewonnen und durch die anschließend ohnehin nötige Abtrennung auch die Gewinnung ansonsten nicht lohnenswerter Silbermengen rentabel. Die Gewinnung von Silber stellt sich bei Anwendung des PUREX-Verfahrens prinzipiell besonders einfach dar, da Silber in erster Linie als Silbernitrat in Lösung vorliegt. In einem chemischen Experiment, das aufgrund seiner plakativen Einfachheit gerne im Chemieunterricht demonstriert wird, kann aus gelöstem Silbernitrat durch Hinzufügen eines beliebigen löslichen Chlorids unlösliches Silberchlorid gewonnen werden. Denkbar wäre zum Beispiel einfaches Kochsalz (Natriumchlorid)
{\displaystyle {\ce {AgNO3(aq) + NaCl -> AgCl(s) + NaNO3(aq)}}}

## Risiken
Von abgebrannte Brennelemente geht mit Halbwertszeiten von bis zu 24.000 Jahren über lange Zeitspannen ein erhebliches Strahlenrisiko aus. Zum Beispiel überschreitet die Oberflächenstrahlendosis eines typischen Brennelements 10 Jahre nach der Entfernung aus einem Reaktor 100 Sv/h. Dabei handelt es sich um ein Vielfaches der tödlichen Äquivalenzdosis für Menschen, die bei 5 Sv liegt.
Es ist umstritten, ob abgebrannte Brennelemente im Abklingbecken anfällig für Ereignisse wie Erdbeben oder Terroranschläge sind. Dies könnte wahrscheinlich zu einer Freisetzung von Strahlung führen.
Im seltenen Fall eines Kernbrennstoffaustritts im normalen Betrieb kann das Primärkühlmittel in das Element eindringen. Für die Nachbestrahlungsprüfung von Brennelementen werden normalerweise optische Techniken verwendet.
Seit den Terroranschlägen vom 11. September 2001 hat die Nuclear Regulatory Commission eine Reihe von Vorschriften erlassen, die vorschreiben, dass alle Abklingbecken und Reaktoren gegen Naturkatastrophen und Terroranschläge unempfindlich zu gestalten sind. Infolgedessen werden gebrauchte Kernbrennstoffbecken mit einer Stahlauskleidung und dickem Beton ummantelt und regelmäßig überprüft, um die Widerstandsfähigkeit gegen Erdbeben, Tornados, Hurrikane, Erdbeben und Seichen bzw. Tsunamis sicherzustellen.

### Fachartikel
- G. Nicolaou: Determination of the origin of unknown irradiated nuclear fuel. In: Journal of Environmental Radioactivity. Band 86, Nr. 3, Januar 2006, S. 313–318, doi:10.1016/j.jenvrad.2005.09.007 (englisch).

### Fachbücher oder Kapitel
- I. R. Cameron: Nuclear Fuels and Their Characteristics. In: Nuclear Fission Reactors. Springer US, Boston, MA 1982, ISBN 978-1-4613-3529-0, S. 125–144, doi:10.1007/978-1-4613-3527-6_4 (englisch).
- K.L. Nash, J. C Braley: Chemistry of radioactive materials in the nuclear fuel cycle. In: Advanced Separation Techniques for Nuclear Fuel Reprocessing and Radioactive Waste Treatment. Elsevier, 2011, ISBN 978-1-84569-501-9, S. 3–22, doi:10.1533/9780857092274.1.3 (englisch).
- B. S. Tomar, P. R. Vasudeva Rao, S. B. Roy, Jose P. Panakkal, Kanwar Raj, A. N. Nandakumar (Hrsg.): Nuclear Fuel Cycle. Springer Nature Singapore, Singapore 2023, ISBN 978-981-9909-48-3, doi:10.1007/978-981-99-0949-0.